# Abel Ávila Rodríguez
Abel Ávila Rodríguez (Manresa, 15 de marzo de 1977) es un deportista español que compitió en atletismo adaptado. Ganó dos medallas en los Juegos Paralímpicos de Verano en los años 2000 y 2004.

## Palmarés internacional
| Juegos Paralímpicos | Juegos Paralímpicos | Juegos Paralímpicos | Juegos Paralímpicos |
| Año                 | Lugar               | Medalla             | Prueba              |
| ------------------- | ------------------- | ------------------- | ------------------- |
| 2000                | Sídney (Australia)  | Medalla de plata    | 800 m T12           |
| 2004                | Atenas (Grecia)     | Medalla de oro      | 800 m T12           |